# Vânia Jesus
Vânia Andrea de Castro Jesus (Santa Cruz, Madeira, 17 de janeiro de 1979) é uma política portuguesa. Foi deputada à Assembleia da República entre 2009 e 2011, eleita na lista do Partido Social Democrata (PPD/PSD) pelo círculo da Madeira. Foi ainda deputada à Assembleia Legislativa da Região Autónoma da Madeira pelo mesmo partido em três legislaturas, entre 2007 e 2017.

## Biografia
É licenciada pelo Instituto Superior de Ciências do Trabalho e da Empresa /ISCTE(2000) em História Moderna e Contemporânea, especialização em Gestão Cultural e tem um Master em Teoria Política Europeia pela Universidade Complutense de Madrid (2006).
Após a conclusão da licenciatura, trabalhou no Jornal da Madeira e na Rádio Jornal da Madeira, meios de comunicação social detidos, na altura, pela Região Autónoma, e como técnica superior da Câmara Municipal de Santa Cruz. Foi posteriormente assessora do Grupo Parlamentar do PPD/PSD na Assembleia Regional e, entre 2008 e 2011, líder da Juventude Social Democrata da Madeira. Foi eleita deputada à Assembleia Regional da Madeira nas eleições de 2007, 2011 e 2015, mas suspendeu durante dois anos o seu primeiro mandato após ter sido eleita para a Assembleia da República em 2009. No parlamento regional, pertenceu às comissões de Saúde e Assuntos Sociais (a que presidiu) e de Educação, Desporto e Cultura. No parlamento nacional, pertenceu às comissões de Assuntos Europeus e de Educação e Ciência.
A nível autárquico, foi membro da Assembleia Municipal de Santa Cruz entre 2013 e 2017 e presidente da Assembleia de Freguesia de Gaula entre 2008 e 2009. Atualmente, é presidente do conselho de administração da empresa pública regional de habitação social, a Investimentos Habitacionais da Madeira.